# Hans Grassl
Hans Grassl (* 20. Januar 1908 in Wien; † 8. Januar 1980 in Innsbruck) war ein österreichischer Bauingenieur.

## Biografie
Grassl studierte 1926 bis 1931 Bauingenieurwesen an der TH Wien und war dann bei der Stahlbaufirma Waagner-Biro in Wien, wo er sich unter anderem mit Stahlbrücken befasste. 1935 wurde er Gruppenleiter Stahlbrücken in der obersten Bauleitung der Reichsautobahnen in Hannover. 1937 ging er in die Stahlbaufirma Rheinstahl-Eggers Kehrhahn in Hamburg, wo er zuletzt Direktor war und 1947 ausschied, als er sein eigenes Ingenieurbüro GRASSL Beratende Ingenieure Bauwesen in Hamburg eröffnete. Bald darauf entstanden Zweigstellen in Düsseldorf und München.
Zu den Brückenprojekten, an denen er in Entwurfs- oder Prüffunktion als Berater oder Gutachter beteiligt war, gehören:
- Theodor-Heuss-Brücke in Düsseldorf
- Talbrücke Heidingsfeld
- Mintarder Ruhrtalbrücke
- San Mateo–Hayward Bridge in San Francisco
- Oberkasseler Brücke in Düsseldorf
- Kauppenbrücke im Spessart
- Fehmarnsundbrücke
- Köhlbrandbrücke in Hamburg
- Norderelbbrücke in Hamburg
- Hochbrücken über den Nord-Ostsee-Kanal
- Mangfallbrücke
- Werksbrücke West bei Sindlingen/Kelsterbach
- Fleher Brücke (Entwurf)
- Isarbrücke Plattling

Nach dem Einsturz der West Gate Bridge 1970 in Melbourne war er der Gutachter.
1973 wurde er Ehrendoktor der TU Braunschweig für Leistungen im konstruktiven Ingenieurbau und besonders im Brückenbau. Er war Mitglied im Deutschen Ausschuss für Stahlbau.

## Schriften
- Entwurf von Leichtfahrbahnen, IVBH Abhandlungen 25, Zürich 1965